# Садовий Євген Вікторович
Садовий Євген Вікторович (19 січня 1973) — російський плавець.
Олімпійський чемпіон 1992 року.
Чемпіон Європи з водних видів спорту 1991, 1993 років.